# Uptown Anthem
Az Uptown Anthem az amerikai Naughty by Nature rap csapat 1992-ben megjelent kislemeze, mely a Juice című film zenéje is volt. A klipben 2Pac, Eric B & Rakim, Big Daddy Kane, Teddy Riley, EPMD, Salt-N-Pepa, és a Cypress Hill is szerepelt. A dal a Hot Rap lista 27. helyéig jutott, valamint 58. lett az R&B/Hip-Hop listán is.

## Tracklista

### 12" U.S. bakelit
- A1 Guard Your Grill (Psycho Lynn Mix) 4:03
- A2 Guard Your Grill (LP Version)	4:41
- A3 Guard Your Grill (Smooth Mix) 4:20
- B1 Uptown Anthem (Video Mix) 3:14
- B2 Uptown Anthem (Rough Mix) 2:41
- B3 Uptown Anthem (LP Version)	3:04

### CD Maxi Single Európa
- 1 Guard Your Grill (Psycho Lynn Mix)4:03
- 2 Guard Your Grill (LP Version)	4:41
- 3 Guard Your Grill (Smooth Mix)4:20
- 4 Uptown Anthem (Video Mix) 3:14
- 5 Uptown Anthem (Rough Mix) 2:41
- 6 Uptown Anthem (LP Version) 3:04
- 7 Guard Your Grill (Smooth Instrumental)4:23[1]